# Logrosán
Logrosán est une ville d'Espagne située dans la Communauté Autonome d'Estrémadure dans la province de Cáceres. Elle compte 2 220 habitants (2007) et son maire actuel est Isabel Villa Naharro (PP). 
La ville a pour communes avoisinantes les localités de Cañamero, Guadalupe, Alía, et d'autres villages qui forment tous ensemble le Canton des Villuercas. C'est dans cette aire géographique que se situe le Géoparc Villuercas-Ibores. 
Malgré son isolement dû à sa situation éloignée des pôles urbains d'Estrémadure, Logrosan est un village qui prend place dans une zone très naturelle typique de cette région peu urbanisée.
La ville est traversée par la "Voie Verte", chemin en pleine nature qui relie le Canton des Villuercas avec les localités environnantes.

## Histoire
Les premiers habitants de la ville s'étaient installés sur la montagne San Cristóbal, à la Préhistoire. Il s'agissait d'un peuple de bergers et agriculteurs qui commencèrent à utiliser des outils en métal.
Par la suite, les Romains se sont installés sur la montagne, mais aussi aux bords des rivières et des plaines, ce qui a permis de développer l'agriculture. Le nom romain de la ville était Lucretius.
Le village n'a pas beaucoup de traces de la présence des Visigoths. Cependant, des fouilles archéologiques ont révélé la présence d'une localité arabe dans les plaines et d'un château sur le sommet de la montagne San Cristóbal.
Au XIIIe siècle, le royaume de Castille conquit la ville de Trujillo et ses territoires, y compris Logrosán.
Au XIVe siècle, le village de Logrosán s'étend et développe.
La chapelle Santa Ana a été construite au début du XVe siècle.
La ville a connu son apogée dans le milieu du XXe siècle en atteignant les huit mille habitants. C'était une ville minière importante. Actuellement, les mines sont devenues un musée ouvert au public une grande partie de l'année.

## Fêtes et traditions
La Semaine Sainte, qui se déroule généralement pendant la semaine de Pâques, est l'une des festivités les plus importantes du village. Pendant cette semaine ont lieu les processions et des nombreuses activités religieuses, comme la représentation de la pièce de théâtre "La passion du Christ" dans l'Église San Mateo.
La "Jira" est une fête conviviale qui a lieu deux jours par an. Il s'agit d'une journée à la campagne, mais aussi d'un point de rencontre grâce aux bars qui s'y déplacent ce jour-là et aux marchands.
Les Fêtes d'été en l'honneur de la Vierge de la Consolation sont les plus importantes du village. Elles accueillent une fête foraine ainsi que des nombreuses activités, orchestres et compétitions sportives. Elles ont lieu le deuxième dimanche du mois d'Août et durent quelques jours.
Les "Luminarias" sont des fêtes organisées par les différents quartiers du village. Tous les 12 décembre, les voisins font un feu de joie où ils préparent des steaks et ils chantent.

## Éducation
Logrosán dispose d'une école primaire, "Nuestra Señora del Consuelo", ainsi que d'un "instituto", collège et lycée dans le système d'éducation espagnol, "IES Mario Roso de Luna", qui reçoit les élèves des localités de Cañamero,Berzocana,Guadalupe et Alía.

## Culture
La ville possède deux musées, le Musée de Logrosán, dédié aux beaux-arts, et le Musée ethnographique de Logrosán qui présente la Maison traditionnelle de Logrosan.
Mina Constanaza
Cerro de San Cristóbal
Casa de cultura de Logrosán
Bibliopiscina (en été)
Centro Joven

## Santé
"Centro de salud de Logrosán", cabinet médicale et services d'urgence publics.
"Residencia de mayores", maison de retraite.

## Justice
Le Tribunal de première instance de Logrosán dessert tout le canton de Las Villuercas.

## Loisirs
Le village dispose de nombreux bars, restaurants, discothèques et parcs.

## Sport
Le village dispose d'un petit stade de football, un terrain omnisports extérieur et un nouveau pavillon sportif intérieur et un circuit d'auto-cross "La colá". De plus, la localité a une petite salle de sport et une piscine municipale.
Logrosán compte sur plusieurs associations qui développent le cyclisme et les randonnées sur la zone.

## Personnages importants
Martín de Logrosán fut membre de l'équipage de la caraque Santa María, qui appareilla en Amérique en 1492.
Juan Sorapán de Rieros (Logrosán 1572 - 1638) Médecin humaniste, il a écrit Medicina Española contenida en proverbios vulgares de nuestra lengua (Médecine Espagnole recueillie dans les proverbes vulgaires de la langue espagnole).
Mario Roso de Luna (Logrosán, 1872; Madrid, 1931) fut un Philosophe, écrivain et membre de l'Ateneo de Madrid.
María Luisa Durán (Logrosán, 1934) fut un poète qui écrivit en espagnol et en dialecte castúo. Elle a été surnommée La cigarra extremeña (La cigale de l'Estrémadure) car sa terre natale est toujours présente dans ses poèmes.